# Acrobats
Acrobats ist ein Jazzalbum von Jo Lawry. Die am 1. und 2. Dezember 2021 im Atomic Sound Studio, Brooklyn entstandenen Aufnahmen erschienen 2023 auf Whirlwind Recordings.

## Hintergrund
Die australische Sängerin Jo Lawry hatte sich in ihrer musikalischen Karriere nach ihrem viel beachteten Debüt I Want to Be Happy (2008) zunächst anderen Genres zugewandt, darunter Folk und Pop auf Alben wie Taking Pictures (2015) und The Bathtub and the Sea (2018) sowie Symphonicities (Deutsche Grammophon, 2010), mit Gastauftritten von Sting. Das Jazzalbum Acrobats nahm sie im reduzierten Format Gesang, Bass und Schlagzeug auf, ohne ein Akkordinstrument einzusetzen. Begleitet wurde sie von der Bassistin Linda May Han Oh und der Schlagzeugerin Allison Miller. Ein Großteil des Albums besteht aus Jazzstandards, von Frank Loesser („If I Were a Bell“, „My Time of Day“/„I've Never Been in Love Before“) sowie den Song „Takes Two to Tango“ (1952) eingespielt im Duo mit Linda Oh. Das Album enthält ein weiteres Duo mit Cole Porters „You’re the Top“. Hinzu kommt eine Interpretation des Pophits „You’re the Voice“, bekannt durch Lawrys australischen Landsmann John Farnham aus den 1980er-Jahren.

## Titelliste
- Jo Lawry: Acrobats (Whirlwind Recordings)[2]

1. Traveling Light (Frank Loesser) 2:50
2. Acrobats (Gian Slater) 4:21
3. Taking a Chance on Love (Vernon Duke, Ted Fetter, John Latouche) 4:48
4. You're the Top (Cole Porter) 2:21
5. ’Deed I Do (Fred Rose, Walter Hirsch) 4:00
6. You're the Voice (Andy Qunta, Keith Reid, Maggie Ryder, Chris Thompson) 4:18
7. Takes Two to Tango (Al Hoffman, Dick Manning) 4:04
8. East 32nd Street (Lennie Tristano) 5:01
9. My Time of Day/I've Never Been in Love Before (Frank Loesser) 4:49
10. If I Were a Bell (Frank Loesser) 5:51

## Rezeption
Nach Ansicht von Troy Dostert, der das Album in All About Jazz rezensierte, meistere Lawry die Herausforderung [der reduzierten Bandbesetzung] mit Gelassenheit. Es hilft natürlich, dass die betreffende Bassistin und Schlagzeugerin Linda May Han Oh bzw. Allison Miller sind, zwei der flinksten und sympathetischsten Partner, die man sich wünschen könne. Diese würden ideal zu Lawrys quecksilbrigem Instinkt passen. Ohs melodisches Echo von Lawrys unbekümmerter Phrasierung im Opener, Frank Loessers „Traveling Light“, begründe effektiv den Geist des Albums, und Millers knackige Begleitung bringe genau die richtige Menge an Swing (und einige grandiose Fills), um den Track mit Energie zu versorgen. Zu den Höhepunkten gehöre Lawrys wortloser Gesang auf Lennie Tristanos schwierigem „317 East 32nd Street“; genau richtig ausgeführt, sowohl präzise als auch gewagt. Außerdem der mitreißende Titeltrack, mit einer flotten Melodie, die vom Trio meisterhaft wiedergegeben werde, wobei Lawrys geschmeidiger Alt auf einem geschwungenen Groove von Oh und Millers geschickter Arbeit an den Toms schwebe. Eine Jazz-Melodie mit einem eingängigen Pop-Feeling trotz ihrer ungeraden Taktstruktur, die beispielhaft für den einzigartigen Charme des Albums stehe.

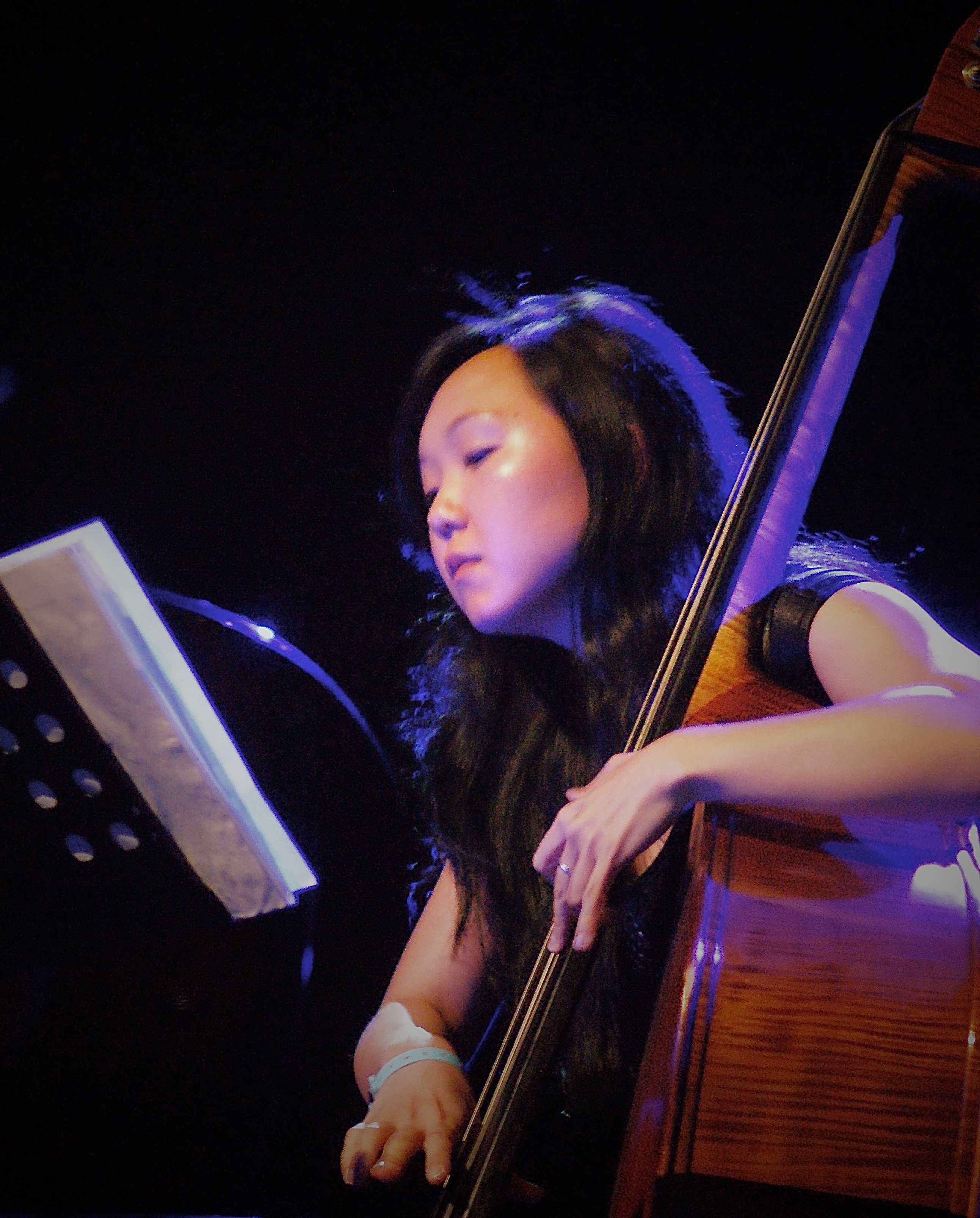
Linda Oh beim North Sea Jazz Festival Rotterdam 2011

So brillant Miller auch sei, das Album hätte auch einfach Linda Ohs Date werden können, meinte Allen Michie (The Arts Fuse). Ihr Spiel sei durchweg einfallsreich und fesselnd. Dieses klavierlose Format böte die ideale Gelegenheit für eine detaillierte Wertschätzung ihrer harmonischen, melodischen und rhythmischen Entscheidungen sowohl als Solistin als auch als Begleiterin. Sie sei eine der versiertesten Bassisten derzeit. Das Album bestehe hauptsächlich aus Standards, viele davon ziemlich verwittert, aber es gelinge umso besser, wenn Lawrys frische Ansätze hervorgehoben werden. Auf „Taking a Chance on Love“ würden Lawrys sanfter Gesang einen flexiblen, bequemen Weg um die Strukturen der Melodie herum wählen und immer auf diese lockere, modernistische Art und Weise swingen. Bei „Deed I Do“ könne man hören, wie sie sich gemeinsam als Einheit bewegen, wie sie auf die Phrasierung des anderen reagieren und den melodischen Ball herumreichen.
Der Versuch, die Essenz von zehn so unterschiedlichen Nummern nur mit einem Kontrabass und einem Schlagzeug zur Unterstützung einzufangen, sei sicherlich eine Herausforderung, und ein Teil des Vergnügens des Albums bestehe darin, zu sehen, wie geschickt die drei Musiker damit umgehen, schrieb Ivan Hewett (The Telegraph). Was Lawry betrifft, so klinge sie immer absolut perfekt und so klar wie eine Glocke, und in Fred Roses „’Deed I Do“ scatte sie auf eine Weise, die die große Ella Fitzgerald selbst vielleicht bewundert hätte. Innerhalb eines insgesamt hellen Klangs finde Lawry manchmal verschiedene Klangfarben, wie in Al Hoffmans und Dick Mannings „Takes Two to Tango“, wo sie eine amüsante Selbstironie imitiere, sexy schwül zu singen. Hier und da, wie in John Farnhams „You’re the Voice“, gewinne der hauchdünne Sound für einen Moment an Wucht und treibendem Schwung. Dieses Album mag die Seele nicht auswringen, aber sein Können und seine Musikalität würden sicherlich die Stimmung heben.